# مقتل محمد خضور
في 10 فبراير 2024، قُتل الشاب الفلسطيني الأمريكي العربية: محمد أحمد محمد خضور (17 عامًا) برصاص مسلح إسرائيلي أثناء قيادته سيارته برفقة ابن عمه خارج قرية بدّو في الضفة الغربية . وذكرت وكالات الأنباء أن عملية القتل نُفذت على يد القوات الإسرائيلية. وجاء مقتل خضور بعد شهر من مقتل شاب فلسطيني أمريكي آخر يبلغ من العمر 17 عامًا يُدعى توفيق عبد الجبار، مما جعله ثاني مواطن أمريكي يُقتل في الضفة الغربية منذ بداية حرب غزة.

## حياة خضور المبكرة
وُلد محمد أحمد محمد خضور، وهو مواطن أمريكي، في هوليوود بولاية فلوريدا، في 12 أكتوبر 2006. وكان يقيم في قرية بدّو في الضفة الغربية منذ أن كان يبلغ من العمر عامين. .

## قتل
في 10 فبراير 2024، كان محمد خضور يقود سيارة شيفروليه تعود لشقيقه برفقة ابن عمه على سفوح تلال بدّو. وقبل إطلاق النار، التقط الصبيان صورًا لبعضهما البعض لنشرها على وسائل التواصل الاجتماعي وتناولا الفطائر المغطاة بالشوكولاتة. وأثناء عودتهما إلى القرية، سمع الاثنان صوت إطلاق نار قبل أن يُصاب خضور برصاصة في رأسه اخترقت نافذة السيارة. وركض ابن عم خضور خارج السيارة محاولًا الهرب. وبحسب حامد، شقيق خضور، ذكر ابن العم أن الطلقات النارية صدرت من سيارة ميتسوبيشي بيضاء تحمل لوحة ترخيص إسرائيلية، وأن السيارة كانت متواجدة على الجانب الآخر من السياج الأمني الذي يفصل الأراضي الإسرائيلية عن بدّو.
وأظهرت مقاطع فيديو مجموعة من الرجال وهم يسحبون جثة محمد خضور من سيارته وسط الزجاج المحطم. وقد توفي بعد ساعات، في تمام الساعة 11 مساءً، في مستشفى في رام الله  ودُفن في بدّو.

## ردود الفعل
عند ورود أنباء مقتل خضور، قدّم وزير الخارجية الأمريكي أنتوني بلينكن "أعمق تعازيه" لعائلتي خضور وتوفيق عبد الجبار، ودعا إلى إجراء تحقيق في وفاتهما، قائلاً: "لقد أوضحنا أنه فيما يتعلق بالحوادث التي أشرتم إليها، يجب إجراء تحقيق. نحن بحاجة إلى الحصول على الحقائق. وإذا كان ذلك مناسبًا، يجب أن تكون هناك محاسبة..."  أدان مكتب الشؤون الفلسطينية التابع لوزارة الخارجية عملية القتل على X ، وكتب: "لقد دمرنا مقتل المواطن الأمريكي محمد أحمد خضور البالغ من العمر 17 عامًا..." وأن "الولايات المتحدة ليس لديها أولوية أكبر من سلامة وأمن المواطنين الأمريكيين. ندعو بشكل عاجل إلى إجراء تحقيق سريع وشامل وشفاف، بما في ذلك المساءلة الكاملة." 
أدان مجلس العلاقات الأمريكية الإسلامية (CAIR) مقتل محمد خضور، ووصفه بأنه "جريمة قتل"، ودعا الرئيس جو بايدن إلى إدانة وفاته، بالإضافة إلى الغارة الجوية التي وقعت أثناء الليل وأسفرت عن مقتل 100 شخص في رفح في نفس اليوم. وانتقد نهاد عوض، المدير التنفيذي الوطني لمنظمة كير، الإدارة الأمريكية في بيان، قائلاً: "لقد فشلت إدارة بايدن مرارًا وتكرارًا في محاسبة الحكومة الإسرائيلية اليمينية المتطرفة على هجمات مثل مجزرة رفح الليلة الماضية، وحتى على مواطنين أمريكيين، مثل اغتيال الصحفية شيرين أبو عاقلة ومقتل المراهق الأمريكي توفيق [عبد الجبار] الشهر الماضي. هذه الإخفاقات تُشجع الحكومة الإسرائيلية على قتل المزيد من الأبرياء دون عقاب". كما دعا البيان بايدن إلى حماية الأمريكيين في الدول الأخرى، و"يجب عليه التوقف عن تمكين جرائم الحرب والإبادة الجماعية ضد الفلسطينيين في غزة".
أحالت قوات الاحتلال الإسرائيلي (IDF) الأسئلة المتعلقة بحادثة إطلاق النار إلى جهاز الأمن الداخلي الإسرائيلي (الشاباك- Shin Bet)، الذي لم يُصدر أي تعليق لوسائل الإعلام بشأن الحادثة.

## العواقب والتحقيق
وبعد أيام قليلة من وفاة محمد خضور، ذكرت عائلته أن مسؤولين من السفارة الأمريكية زاروا منزلهم للتحقيق في حادثة القتل. وبحسب منظمات حقوق الإنسان، فإن نظام العدالة الإسرائيلي نادرًا ما يُحاسب الأفراد المسؤولين عن قتل الفلسطينيين. وفي سبتمبر 2024، أبلغت السفارة الأمريكية عائلة خضور بأن التحقيق الإسرائيلي في وفاته يحرز تقدمًا، إلا أنه لم يتم القبض على أي مشتبه به حتى ذلك الحين.
وقد استُشهد بوفاة محمد خضور في المناقشات والمقالات الإخبارية التي تناولت عمليات قتل الأمريكيين على يد إسرائيليين، بما في ذلك مقتل <b>آيشنور إيجي</b> في الضفة الغربية في سبتمبر 2024. وبعد وفاة إيجي، أجرت صحيفة واشنطن بوست مقابلة مع والد خضور، الذي وصف الوضع بوجود "آلة قتل مستمرة في الضفة الغربية".
تعرضت الحكومة الأمريكية لانتقادات متزايدة بسبب ما يُنظر إليه على أنه عدم محاسبة إسرائيل على مقتل مواطنين أمريكيين، بمن فيهم محمد خضور. فبعد وفاة خضور، وجهت السيناتور باتي موراي والممثلة براميلا جايابال رسالة إلى وزير الخارجية أنتوني بلينكين، طالبتا فيها بإجراء تحقيق شامل، وأكدتا أن خضور وغيره من الأمريكيين قُتلوا على يد إسرائيل دون أي محاسبة تُذكر.
وخلال جلسة تأكيد تعيين ستيفاني هاليت في سبتمبر 2024، استجوبها السيناتور كريس فان هولين بشأن مقتل خضور وآخرين. ووصفت هاليت رد إسرائيل بأنه "غير مرضٍ"، لكنها زعمت أن الحكومة الأمريكية تعمل على محاسبة إسرائيل. ومع ذلك، صرح فان هولين بأنه لا يعتقد أن وزارة الخارجية الأمريكية "تتابع بنشاط" هذه الحوادث وأنها "لم تتخذ إجراءات كافية لمحاسبة الأفراد المسؤولين عن قتل المواطنين الأمريكيين".
وفي الشهر التالي، وجّه ثلاثة محامين من وزارة العدل الأمريكية رسالة إلى ميريك جارلاند يتهمون فيها الوزارة بالإهمال في تطبيق القانون الأمريكي ضد الإسرائيليين الذين يقتلون مواطنين أمريكيين. وأشارت الرسالة إلى أن وزارة العدل وجهت اتهامات إلى حماسوروسيا لقتلهما مواطنين أمريكيين، واستشهدت بسبعة مواطنين أمريكيين قتلتهم إسرائيل، من بينهم محمد خضور، والذين لم توجه لهم وزارة العدل أي اتهامات حتى تاريخ الرسالة.